# 極上!三ツ星キャンプ
極上!三ツ星キャンプは、BS日テレで2018年10月3日から2021年9月28日まで放送されていたキャンプ番組。
2021年1月12日からは極上!三ツ星キャンプ Season2へ番組名変更、リニューアルされた。

## 出演者
田中ケン
松岡充（2020年12月23日～　Season1の最終話　新企画の週末移住より）
ほか

## 放送時間
いずれもJST。
- 毎週水曜日 21:00 - 22:00 （2018年10月3日 - 2020年9月30日）
- 毎週水曜日 21:00 - 21:54 （2020年10月7日 - 2020年12月23日）※Season1最終回まで。
- 毎週火曜日 21:00 - 21:54 （2021年1月12日 - 2021年9月28日）※Season2初回より。

（年末年始・スポーツ中継・特別番組などで休止となる場合もある）

## スタッフ
- カメラ：室屋優樹
- 編集：片柳秀弥
- MA：河野翔平
- 音効：古野達生
- 音楽協力：日本テレビ音楽
- 技術協力：Daybook、ジーリンクスタジオ
- 制作デスク：小池将大
- 制作進行：豊田由佳梨
- ディレクター：三浦洸
- プロデューサー：山田厚、宮本哲也
- 制作協力：THE WORKS
- 製作著作：BS日本

## BS5局との連動
2021年3月20日（土/春分の日）に14:30 - 16:00放送の民放BS5局リレー特番第2弾『バナナマンのBSはササルTV ズブズブスペシャル!』を放送。
2番手テーマは「アウトドア」。.
総合MC
- バナナマン（設楽統・日村勇紀） - YOUは何しに日本へ Classic、バナナマンのせっかくグルメ!!傑作選

アシスタント
- 笹崎里菜（日テレアナウンサー）

他局ゲスト
- ちょもか - ソロキャン女子が行く！自転車キャンピングカー旅
- とよた真帆 - とよた真帆のDIY日和
- 原田龍二 - 原田龍二の一湯入魂
- 原西孝幸（FUJIWARA） - 原西フィッシング倶楽部！